# 银川专区
银川专区，宁夏回族自治区已撤消的专区。原属甘肃省，在今宁夏回族自治区北部。
1954年，寧夏省建制撤銷，占北部约80%的「阿拉善左旗自治區」與「額濟納自治區」（即現今的阿拉善盟）及磴口縣劃入內蒙古自治區。其餘20%併入甘肅省，原寧夏省直轄的縣市改由甘肅省銀川專區管轄。
银川专区专员公署驻银川市，辖银川市及贺兰、永宁、宁朔、平罗、惠农、中卫（今中卫市）、中宁、陶乐(撤销后分入今银川市兴庆区和石嘴山市平罗县)等县。1958年划归宁夏回族自治区，银川专区撤销，银川市为宁夏回族自治区首府，辖县由自治区直辖。 